# Edvard Cassel
Carl Edvard Cassel, född 7 oktober 1853 i Funbo socken, Uppsala län, död 5 augusti 1936, var en svensk jurist.

## Biografi
Cassel studerade vid Uppsala universitet och blev juris kandidat 1878, vice häradshövding 1880, assessor i Svea hovrätt 1889, konstituerad revisionssekreterare 1892, byråchef för lagärenden i justitiedepartementet 1893, expeditionschef i lantförsvarsdepartementet 1895 och var justitieråd 1898–1909.
Genom testamente av år 1936 förordnade Cassel, att behållningen i hans bo skulle, sedan vissa legat utgått, tillfalla Stockholms högskola och bilda en stiftelse under egen styrelse och förvaltning. Stiftelsens syfte skulle vara att genom anslag till fakulteten verka för dess utveckling, dock med beaktande i första hand av privaträttens utvecklingsbehov. Stiftelsen utdelar huvudsakligen resestipendier och forskningsunderstöd till vid juridiska fakulteten anställda professorer och universitetslektorer.
Cassels testamentariska donation, vilken år 1936 lär ha uppgått till omkring 500 000 kronor, uppmärksammades i en notis i Svensk Juristtidning där Karl Benckert skrev bland annat följande:
"Vad som gör denna storstilade donation särskilt glädjande är, att testator varit nog vidsynt att ej vilja binda användningen av de donerade medlen vid vissa på förhand fixerade ändamål. Härigenom har donatorn bl. a. berett högskolans stats- och rättsvetenskapliga avdelning tillfälle att på ett effektivt sätt stödja unga lovande jurister, som vilja ägna sig åt fortsatta juridiska studier. Donationen bereder även möjlighet att följa den moderna rättsutvecklingen genom att främja forskning angående sådana i nutiden aktuella rättsspörsmål, som endast kunna erhålla mera blygsamt utrymme inom ramen för de ordinarie juridiska lärarebefattningarna."

## Utmärkelser
Kommendör med Stora korset av Nordstjärneorden, 1907.

## Familj
Cassel, som var ogift, var son till bruksägaren Knut Cassel i släkten Cassel från Skottland och Elisabet Schwan. Edvard Cassel är begraven på Norra begravningsplatsen utanför Stockholm.